# Deux tombes à Sremska Kamenica
Deux tombes (en serbe cyrillique : Два гробна места у Сремској Каменици ; en serbe latin : Dva grobna mesta u Sremskoj Kamenici) situées à Sremska Kamenica en Serbie, dans la municipalité de Petrovaradin et sur le territoire de la ville de Novi Sad, sont inscrites sur la liste des monuments culturels protégés de la république de Serbie (identifiant no SK 1587).

## Présentation
Les deux tombes sont situées dans la partie orthodoxe du cimetière de la ville de Sremska Kamenica, il s'agit de celles du médecin et poète Jovan Jovanović Zmaj (1833-1904) et du peintre Novak Radonić (1826-1890).